# Andrena pecosana
Andrena pecosana är en biart som beskrevs av Cockerell 1913. Andrena pecosana ingår i släktet sandbin, och familjen grävbin. Inga underarter finns listade i Catalogue of Life.